# Codex Beratinus
Codex Beratinus designado por Φ ou 043 (Gregory-Aland), ε 17 (von Soden), é um manuscrito uncial grego dos quatro evangelhos, datado pela paleografia como sendo do século VI.
O Códex Petropolitanus Purpureus, junto com os manuscritos N, O, e  Σ, pertence ao grupo do Unciais Purpúreo. 
Actualmente acha-se no Nationaal staatsarchief (nr. 1) em Tirana.

## Descoberta
Contém 190 folhas (31 x 27 cm) dos evangelhos Mateus em Marcos, com várias lacunas (Mateus 1,1-6,3; 7,26-8,7; 18,23-19,3; em Marcos 14,62-fin), e foi escrito com duas colunas por página, contendo 17 linhas cada, 8-12 cartas por linha.
Ele não contém respiração e acentos.
Contém o os κεφαλαια ("capítulos") antes dos evangelhos e as seções amonianas com referência aos cânones eusebianos.

## Texto

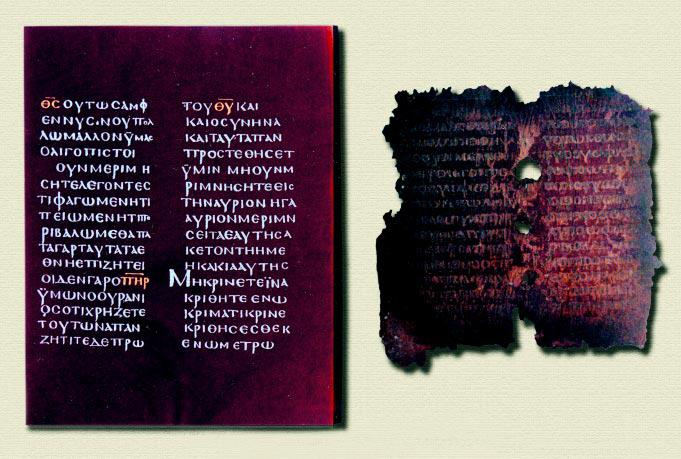
Codex Beratinus

O texto grego desse códice é um representante do Texto-tipo Bizantino. Aland colocou-o na Categoria V.